# Zoo Keeper
Zoo Keeper (englisch für ‚Zoowärter‘) ist ein Puzzle-Computerspiel aus dem Jahr 2002. Ursprünglich vom japanischen Unternehmen Robot Communications als Flash-Spiel für den Webbrowser entwickelt, wurde es später auch für diverse Spielkonsolen, Mobiltelefone und als Arcade-Automat umgesetzt. Je nach Plattform und Region erschien es auch als Zooo, Zoo Puzzle, Zookeeper DX und Zoo Keeper 3D. Die Umsetzung für den Nintendo DS war in Japan und Europa ein Launchtitel der Handheld-Konsole.

## Spielprinzip
Das Spielprinzip entspricht dem sogenannten Match-3-Spiel, auf dem auch Bejeweled und Candy Crush Saga basieren. Das quadratische Spielfeld besteht aus 64 rasterartig angeordneten Kacheln mit verschiedenen Symbolen, die je eines von acht Zootieren repräsentieren. In jedem Spielzug können zwei aneinandergrenzende Kacheln miteinander vertauscht werden. Ziel dabei ist, eine Reihe von drei oder mehr gleichen Symbolen neben- oder übereinander zu bilden. Bildet sich keine Reihe, wird die Vertauschung automatisch revertiert. Gelingt das Bilden einer solchen Reihe, verschwinden alle Kacheln, die die Reihe bilden. Die Kacheln darüber rücken nach, um den entstandenen Leerraum zu füllen und am oberen Bildschirmrand erscheinen neue Kacheln, die das Spielfeld wieder auffüllen.
Nach erfolgreichem Verbinden einer bestimmten Anzahl von Kacheln je Tierart wird der Spieler in das nächsthöhere Level versetzt. Dabei wird das Spielfeld neu befüllt. In Zoo Keeper befindet sich darüber hinaus am Bildschirmrand eine Zeitleiste, die je nach Spielstufe einen Countdown von mehreren Minuten bis Sekunden herunter zählt. Mit jeder erfolgreich gebildeten Reihe und jedem Levelaufstieg wird der Zähler um eine gewisse Zeitspanne erhöht. Erreicht der Zähler 0, ist das Spiel vorbei und der erreichte Punktestand wird in den Highscores gespeichert.

### Abwandlungen
In den späteren Umsetzungen wird je Level das Verbinden von Kacheln einer bestimmten Tierart mit zusätzlichen Bonuspunkten belohnt. In den Nintendo-DS- und -3DS-Versionen ist ein Artwork dieses Tiers während des Spiels auf dem oberen Bildschirm dargestellt. Außerdem stehen dem Spieler hier je Spieldurchlauf drei Hinweise zur Verfügung, die alle Kacheln für einen möglichen Spielzug im Spielfeld hervorheben.
Neben dem Standard-Spielmodus gibt es je nach Umsetzung noch weitere, wie den Quest-Modus. Hier muss zum Vorankommen auf jeder Spielstufe ein vorgegebenes Ziel erfüllt werden. Beispiele sind das Einfangen einer bestimmten Anzahl einer Tierart oder jede Tierart nur genau einmal zu matchen. Die oben beschriebene Spielmechanik bleibt dabei gleich.

## Handlung
Das Spiel ist in eine spärlich ausgestaltete Rahmenhandlung eingebettet, die den Spieler in die Rolle des Zoowärters versetzt. Als dieser wird er vom strengen Direktor des Zoos zu immer härterer Arbeit angetrieben und hält die wild gewordenen Tiere des Zoos durch das Spielen im Zaum. Im Spielmodus Quest erscheinen zwischen den Level kurze Zwischensequenzen, in denen der Direktor mit dem Tierpfleger spricht.

## Entwicklung und Veröffentlichung
Die japanische Produktionsfirma Robot Communications Inc. veröffentlichte 2002 ein kostenlos im Webbrowser spielbares Puzzle-Spiel namens Zoo Keeper. Es erschien als Teil des Labels Kiteretsu, unter dem das Unternehmen Spiele, Animationen und Webseiten veröffentlichte, und erfreute sich in Japan großer Beliebtheit.
Das eigentlich auf Film- und Fernsehproduktionen spezialisierte Unternehmen lagerte diese Tätigkeiten in sein Tochterunternehmen Buddiez, Inc. aus, das im März 2003 zu diesem Zweck gegründet wurde. Buddiez, Inc. lizenzierte daraufhin den japanischen Videospielentwickler Success Inc. zur Entwicklung und Veröffentlichung von Zoo Keeper-Spielen.

### Mobiltelefone
In einer Pressemitteilung vom 15. Dezember 2003 berichtete Buddiez, Inc. von über 100.000 Spielern täglich und gab die Eröffnung eines neuen kostenpflichtigen Online-Dienstes in Zusammenarbeit mit Bandai bekannt. Der Dienst wurde in Anlehnung an sein bis dahin erfolgreichstes Spiel Zookeeper & die volle Ladung Spiele (sinngemäß, orig. „ZOOKEEPER&ゲーム満載“) genannt und bot über die Internet-Kanäle der japanischen Mobilfunkbetreiber Spiele zum direkten Download auf Mobiltelefone an.
Über diesen Dienst erschien am 16. April 2004 auch Battle Zookeeper, das erstmals einen Mehrspielermodus beinhaltete. Im Dezember 2005, also erst nach dortiger Veröffentlichung der Konsolen-Versionen, erschien Zookeeper für Mobiltelefone auch in Nordamerika und Südkorea.

### Arcade und Konsolen
Da bereits 1983 ein anderes Spiel mit Namen Zoo Keeper in den USA erschien, wurde für die Konsolen-Version der Name Zooo gewählt. Am 31. Oktober 2003 erschien Zooo für den Game Boy Advance, zunächst exklusiv in Japan. Am 12. Februar 2004 folgte die Umsetzung unter selbem Namen für die PlayStation 2 als Teil des firmeneigenen Labels SuperLite 2000, unter dem eine Auswahl niedrigpreisiger Titel für die Heimkonsole erschien.
Eine von Success entwickelte Version für Arcade-Automaten erschien 2004 als Zooo und wurde durch Taito vertrieben.
Für den am 2. Dezember desselben Jahres veröffentlichten Nintendo DS erschien Zoo Keeper – nun wieder unter diesem Namen – als Launchtitel. Als solcher fand das Spiel durch den britischen Publisher Ignition Entertainment wenige Monate später erstmals auf den europäischen und nordamerikanischen Markt. In Europa erschienen nur wenige Monate später Lokalisierungen der Game-Boy-Advance- und PlayStation-2-Portierungen. Die GBA-Fassung erschien als Zooo bei Ignition Entertainment, die PS2-Version als Zoo Puzzle beim italienischen Publisher 505 Game Street (heute 505 Games).
Die diesmal vom Rechteinhaber – inzwischen Kiteretsu Inc. – selbst entwickelte Nintendo-3DS-Version Zoo Keeper 3D erschien 2012 exklusiv für den japanischen Markt. Publisher ist Robot Communications.

### Smartphones
Im Jahr 2011 erschienen ebenfalls von Kiteretsu entwickelte Portierungen für iOS und Android als Zoo Keeper DX – Touch Edition. Weiterhin erschien 2012 mit Zookeeper Battle eine kostenfreie Version des Spiels mit Online-Mehrspieler-Modus für iOS und Android sowie auf Facebook. Über den Online-Dienst Mobage von Yahoo! Japan lässt es sich auch im Webbrowser spielen. Das Spiel ermöglicht sowohl gegen fremde Spieler als auch gegen Freunde anzutreten.

## Rezeption
Die Nintendo-DS-Version erhielt größtenteils positive Bewertungen der Fachwelt und erreichte einen Metascore von 74 aus 100, basierend auf 40 Rezensionen. GameSpot lobt in seinem Test dieser Umsetzung das einfache und doch spaßige Spielprinzip, die gestalterische Aufmachung, die stimmige Musik und passende Soundeffekte. Die Steuerung mit dem Nintendo-DS-Touchpen sei „viel, viel besser“ als mit Tasten. Kritisiert wird die fehlende Originalität der Spielmechanik mit Vergleich zum bekannteren und kostenlos spielbaren Bejeweled.
Die iOS-Version erreichte einen Metascore von 76, basierend auf fünf Bewertungen.
Nach Angaben von Eigentümer Kiteretsu wurde Zoo Keeper weltweit von über 30 Millionen Spielern gespielt, dabei überwiegend in Asien.